# Medalion Rahimi
Pour l’article homonyme, voir Rahimi.
Medalion Rahimi est une actrice américaine d'origine iranienne, née le 15 juillet 1992, à Los Angeles.
Elle est connue pour son rôle dans la série NCIS : Los Angeles.

## Biographie
Medalion Rahimi est née à Los Angeles en 1992. Sa mère, Fariba Rahimi, avocate, et son père Kiumars Rahimi, un dentiste, sont originaires d'Iran. Elle a un frère plus âgé, Jay Rahimi, avocat, ainsi qu'une petite sœur.
À quatre ans elle commence le mannequinat, mais préfère rapidement la musique et le théâtre, qu'elle étudie plus tard avec l'anglais à l'École de théâtre, de cinéma et de télévision de l'université de Californie (UCLA).
Elle commence à se faire connaître à la télévision en 2013, alors qu'elle n'a pas encore terminé ses études, dans l'épisode Dans le viseur de la neuvième saison de la série télévisée Esprits criminels Elle fait dès l'année suivante quelques apparitions dans les séries NCIS : Enquêtes spéciales, New Girl et Jane the Virgin.
Après d'autres petits passages dans quelques autres séries, elle obtient des rôles plus importants à partir de 2017, dans la série Still Star-Crossed et le film Le Dernier Jour de ma vie (Before I Fall) dans lequel elle interprète un des personnages principaux.

## Filmographie
| Année | Titre                                             | Rôle                                | Format        |
| ----- | ------------------------------------------------- | ----------------------------------- | ------------- |
| 2011  | This Never Happened                               | Lola                                | Court-métrage |
| 2011  | Fat City, New Orleans                             | Miss Barnett                        | Film          |
| 2013  | Esprits criminels (saison 9, épisode 3)           | Secrétaire                          | Série TV      |
| 2013  | Go For Broke                                      | Stacey                              | Film          |
| 2014  | NCIS : Enquêtes spéciales (saison 11, épisode 23) | Lila                                | Série TV      |
| 2014  | Mystery Girls (Pilote)                            | Jazmine Jamil                       | Série TV      |
| 2014  | New Girl (saison 4, épisode 1)                    | Stacey                              | Série TV      |
| 2014  | Jane the Virgin (saison 1, épisode 7)             | la fille sexy                       | Série TV      |
| 2016  | The Catch (3 épisodes)                            | Princess Zara Al-Salim              | Série TV      |
| 2016  | Awkward (1 épisode)                               | Kelly                               | Série TV      |
| 2016  | XOXO : Carpe Diem                                 | Nikki                               | Film          |
| 2016  | #ThisIsCollege                                    | Saba                                | Série TV      |
| 2017  | Still Star-Crossed (personnage récurrent)         | Princess Isabella                   | Série TV      |
| 2017  | Le Dernier Jour de ma vie                         | Elody                               | Film          |
| 2018  | My Dead Ex                                        | Wren                                | Série TV      |
| 2019  | NCIS : Los Angeles (77 épisodes)                  | Agent spécial du NCIS Fatima Namazi | Série TV      |
| 2024  | Skincare                                          | Margaret                            | Film          |